# Ratio decidendi
Ratio decidendi (lat. důvod rozhodnutí) je ta část odůvodnění rozhodnutí, která vysvětluje, proč bylo rozhodnuto tak, jak bylo rozhodnuto. Významná je především v precedenčních právních systémech, protože je normativní a je tedy závazná do budoucna. Ta část odůvodnění, která závazná není, pouze shrnuje další argumenty a která je uváděna pouze pro dokreslení v daném konkrétním případě, se nazývá obiter dictum.